# Kanesho Yoshida
 (signalé en juin 2025).
Si vous disposez d'ouvrages ou d'articles de référence ou si vous connaissez des sites web de qualité traitant du thème abordé ici, merci de compléter l'article en donnant les références utiles à sa vérifiabilité et en les liant à la section « Notes et références ».
- Archive Wikiwix
- Bing
- Cairn
- DuckDuckGo
- E. Universalis
- Gallica
- Google
- G. Books
- G. News
- G. Scholar
- Persée
- Qwant
- (zh) Baidu
- (ru) Yandex
- (wd) trouver des œuvres sur Wikidata

Kanesho Yoshida est un nom japonais traditionnel ; le nom de famille (ou le nom d'école), Yoshida, précède donc le prénom (ou le nom d'artiste).
 (juin 2025).
Kanemigi Yoshida (戸田 一西, 1516-1574) était un noble de la cour pendant la période Sengoku. Deuxième fils du Shonagon Nobutaka Kiyohara . Fils adoptif du chambellan Yoshida Kanemitsu. Il était Chambellan, Jingi Dai-Vice et Commandant des Gardes de Droite . Chef de la 8ème génération de la famille Yoshida et 24ème génération du clan Urabe . Il écrivit le « Kanshoku Nangi », un livre sur l'histoire de Yusho, et « Kaneyukyoki », un livre shinto.

## Carrière
Né en 1516 de Shonagon et Kiyohara Nobuken (membre non senior et troisième fils de Yoshida Kanetoki ). Il fut adopté par Kanemitsu Yoshida, adjoint en chef et chambellan du Jingigon.
Parce que son père adoptif, Kanemitsu, s'est enfui subitement en 1525, son cousin Kanesuke a pris la relève à l'âge de 10 ans, et son père, Nobutaka, lui a servi de tuteur. Faisant la promotion de la théorie shinto en vigueur depuis son grand-père, Kanetoshi, il a activement délivré des lettres de certification Sogen Senji et Shinto aux sanctuaires et aux prêtres à travers le pays. Il fut  l'invité des clans Ouchi de la province de Suo, Asakura de la province d'Echizen et Takeda afin d'enseigner le shintoïsme.
Il mourut à 58 ans. Suivant ses dernières volontés, ses restes ont été enchâssés dans un autel près du sanctuaire Yoshida, on l'y nomme Yuishin Reishin.